# Antigo Hotel Nacional

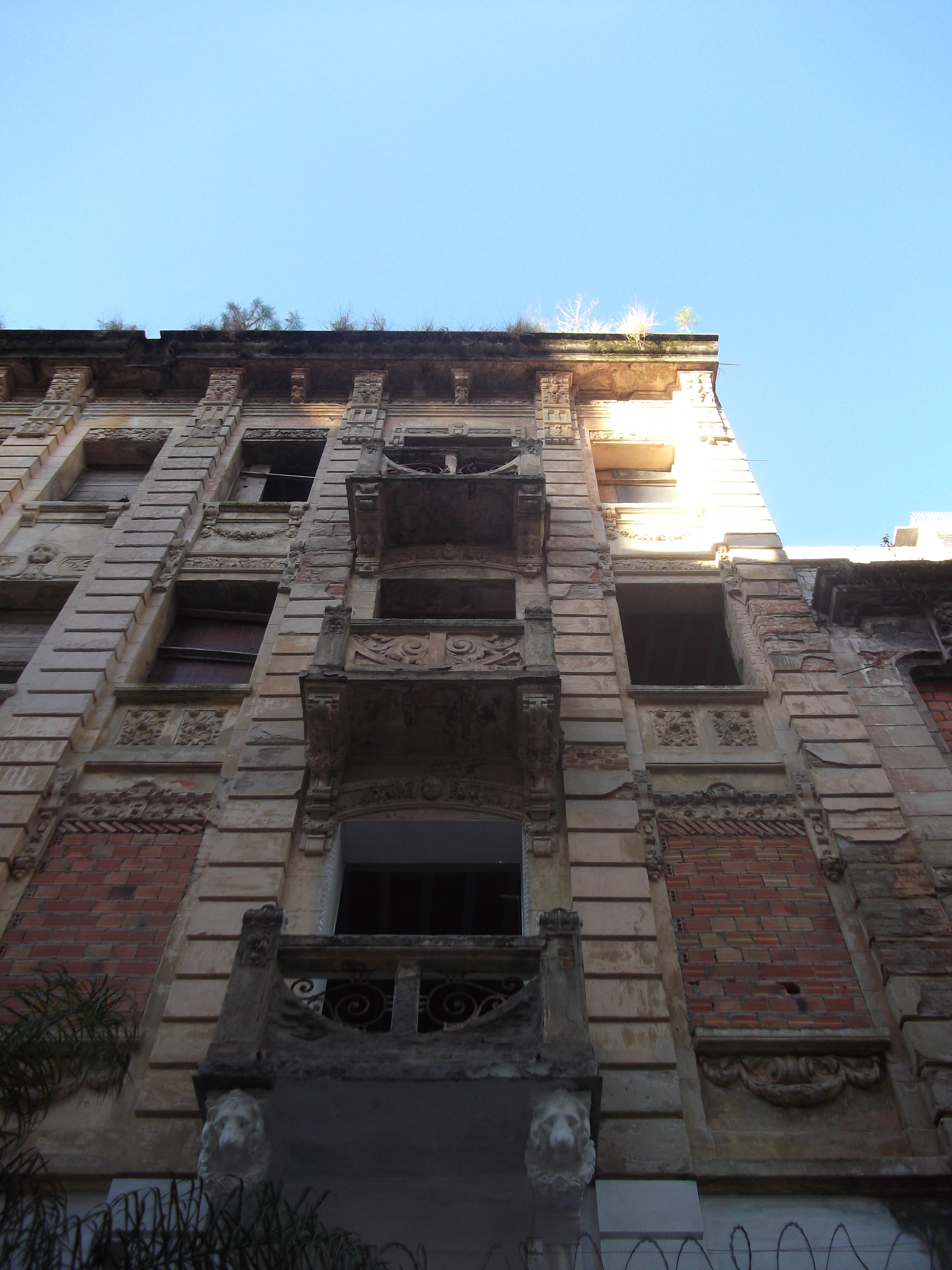
Balcões do Antigo Hotel Nacional

O Antigo Hotel Nacional é um prédio histórico da cidade brasileira de Porto Alegre, capital do estado do Rio Grande do Sul. Localizado na Rua Sete de Setembro, na esquina com a Rua General João Manoel, no Centro Histórico, foi tombado pela prefeitura municipal no dia 4 de junho de 2003, estando inscrito no Livro do Tombo n.° 64.
O prédio foi projetado pelo arquiteto italiano Augusto Sartori em 1919, a pedido do comerciante Guilherme Alves. Erguido em estilo eclético, possui seis pavimentos, cada um deles decorado rica e diferentemente. O hotel que funcionou no prédio entrou em decadência na década de 1940. Em 1953, abrigou um escritório de engenharia.
Em 1991, o Antigo Hotel Nacional sofreu um incêndio que o devastou enormemente, deixando somente a fachada e a torre de circulação.
Em 2006, o Conselho Municipal do Patrimônio Histórico, Artístico e Cultural (COMPHAC) aprovou um estudo de viabilidade urbanística para reformar e restaurar o imóvel, que receberá financiamento do Projeto Monumenta. O projeto prevê a instalação de uma agência bancária no térreo do prédio e de salas comerciais nos demais pavimentos.